# Hugo Logtenberg
Hugo Logtenberg, (Saasveld, 16 juni 1974) is een Nederlandse journalist, schrijver en televisiepresentator.

## Leven en werk
Logtenberg studeerde Beleid, communicatie en organisatie aan de Vrije Universiteit Amsterdam. Hij is gastdocent bij de masteropleiding Journalistiek van de Universiteit van Amsterdam.
In 2010 verscheen het door Logtenberg en Marcel Wiegman geschreven boek Job Cohen : Burgemeester van Nederland. Voor Het Parool schreef hij stukken over onder meer de ondergang van onderwijsorganisatie Amarantis, de renovatie van het Stedelijk Museum Amsterdam, de ontwikkeling van de Zuidas, de gevolgen van de Cruijff-revolte bij Ajax en de perikelen achter de schermen bij Toneelgroep Amsterdam. 
Sinds 2013 werkt Logtenberg als verslaggever bij NRC Handelsblad. In 2017 won hij met NRC-collega Derk Stokmans de VOJN Award in de categorie Online Storytelling voor een reconstructie van een grote stroomstoring in Amsterdam op 17 januari 2017. Samen met Tom Kreling kreeg Logtenberg in 2014 De Tegel, een journalistieke prijs, voor hun interview met de onder meer voor corruptie veroordeelde oud-politicus Ton Hooijmaijers. Logtenberg ontving ook een Tegel voor een artikel dat hij samen met Clara van de Wiel in 2019 schreef voor NRC-Handelsblad, over ongewenste intimiteiten bij de Universiteit van Amsterdam.
Eerder werkte Logtenberg bij de actualiteitenrubriek NOVA en schreef hij voor onder andere Intermediair, Het Parool, Nieuwe Revu en Hollands Diep.
Logtenberg is chef onderzoeksredactie bij NRC Handelsblad.
In 2018 verscheen zijn boek De hand van Van Gaal over de voetbaltrainer Louis van Gaal. Voor dit boek werd hij onderscheiden met de Nico Scheepmaker Beker voor het beste sportboek van 2018.
Logtenberg presenteerde van eind 2018 tot eind 2019 namens BNNVARA het televisieprogramma Buitenhof, afwisselend met Jort Kelder en Pieter Jan Hagens.
Sinds januari 2020 is Logtenberg samen met Sophie Hilbrand een van de presentatoren van de NPO-talkshow Op1. Vanaf 16 augustus 2021 gaat Logtenberg de talkshow presenteren met Nadia Moussaid, omdat Hilbrand Khalid & Sophie gaat presenteren.